# Manfred Henne
Manfred Henne (ur. 11 czerwca 1944 w Obernheim) – niemiecki lekkoatleta, średniodystansowiec. W czasie swojej kariery reprezentował Republikę Federalną Niemiec.
Zdobył brązowy medal w sztafecie szwedzkiej 2+3+4+5 okrążeń na halowych mistrzostwach Europy w 1970 w Wiedniu (sztafeta RFN biegła w składzie: Horst Haßlinger, Lothar Hirsch, Henne i Ingo Sensburg).
Nie zdobył medalu mistrzostw RFN w konkurencjach indywidualnych, natomiast był mistrzem swego kraju w sztafecie 4 × 800 metrów w 1970  oraz halowym mistrzem w sztafecie 3 × 1000 metrów w 1969 i 1970.